# Gypsy Heart Tour
Turneja Gypsy Heart Tour je bila tretja koncertna turneja ameriške pevke Miley Cyrus. Večinoma je obiskala Latinsko Ameriko in Avstralijo in turneja je bila namenjena promociji njenega tretjega studijskega albuma, Can't Be Tamed. Nastopila je v mestih v Mehiki, Panami, Kostariki in Filipinih. Turneja se je začela 29. aprila 2011 v Ekvadorju in končala 2. julija 2011 v Perthu v Avstraliji. To je bila prva turneja, ko je Cyrusova obiskala ta mesta. Turneja je zaslužila 25 milijonov dolarjev.